# Сливокайсия
Сливокайсия е названието на хибриди, създадени в Пловдивския институт. От успешните 10 сорта сливокайсия, сертифициран (2013 г.) е единствено сорта Стендесто (Standesto), получен при кръстоска на слива Стенлей (Prunus domestica) и кайсия Модесто (Prunus armeniaca).

## Плъмкот
Лютер Бърбанк създава вида плъмкот – кръстоски между азиатски сливи и американски кайсии. Разработва таблица за възможните кръстоски, която учените ползват и до днес. Названието „плъмкот“ е комбинация от английските названия на двата вида.
Първият български плъмкотен сорт, представител на новия синтетичен растителен вид Prunus domestiaca Zhiv, е Стендесто.

## История в България

### Автор
Проф. д-р Живондов започва работа като агроном през 1981 г. в Института по Овощарство – Пловдив, звено на Селскостопанска Академия при Министерство на земеделието и храните. По-късно се явява на конкурс за докторантура, на който защитава дисертация за нектарините в България – плод, който е въведен от него в овощарството. През 1986 г. печели конкурс за научен сътрудник, а през 2002 г. става доцент. От 2004 до 2012 г. е директор на Института по овощарство, а през 2012 придобива професорска титла.
От 1987 г. създава хибриди и е автор на 26 нови сорта.

### Началото
През 1987 г. проф. д-р Аргир Живондов от Овощарския институт в Пловдив прави опити да кръстоска между кайсия и слива. Основният проблем в началото е, че броят на хромозомите при сливата и кайсията изобщо не съвпада. Сливата има 48 хромозоми в соматичните си клетки, а кайсията – 16. В половите клетки на кайсията имаме 8 мъжки и 8 женски хромозоми, а при сливата – по 24, затова опита да направи нов вид с 32 хромозоми.
Половата хибридизация е проведена през 1990 г. от Аргир Живондов и Ю. Божикова. Създателите на нови растения нямат авторски права във финансовия смисъл.

### Технология
В продължение на години проф. Живондов събира тичинки на цъфтящата кайсия, събира и изсушава тичинките им в пеницилинови шишенца. После, когато цъфнат сливовите дръвчета, премахва тичинките им и опрашва ръчно плодниците на сливата с прашеца на кайсията. Обгръща с тензух клонките и дори цялото дърво, за да не извършат пчелите и другите насекоми нежелано кръстосване. От 10 000 цветове, едва 50 образували плодове от това кръстосване.

## Сорт Стендесто
2013 г. сорта Стендесто (Standesto) е сертифициран като нов ботанически вид след 3-годишни изпитвания, направени от Изпълнителната агенция по сортоизпитване, апробация и семеконтрол (ИАСАС).
Майчиният род на новия хибрид е сливата Стенлей (Prunus domestica), а бащиният – кайсията Модесто (Prunus armeniaca).

### Наименование
Името на сорта е кръстоска на Стенлей – сортът слива и Модесто – сортът кайсия.

### Описание
Стендесто има плодове с издължената форма и тъмновиолетовия оттенък на синята слива. Кожицата е нежна и е покрита с фин мъх като при кайсията. Плодовете му са с тегло 40 – 45 грама, по-едри от сливите и по-дребни от кайсиите – средно 52,7 х 37,1 х 37,8 мм. Притежава сладостта на бащата и киселата жилка на майката.
Ражда 3 – 4 години след засаждане. Зрее в първата десетдневка на август.
Хибридът е устойчив на болестта шарка по сливата Plum pox potyvirus (PPV).

### Употреба
Стендесто има висока захарност и съчетава витамините и минералите от двата плода (слива и кайсия). Добивът е идентичен с този на синята слива – 2 – 3 тона от декар. При направа на ракия рандемана е 18 литра ракия на 100 кг плод, без поставяне на захар.

### Награди
- 2016 г. – призьор в категория „Сортови семена и посадъчен материал“ в Конкурса за иновации на Международната селскостопанска изложба „Агра 2016“ в Пловдив.

## Сорт Стенвани
Следващият сорт, който подлежи на сертифициране от ИАСАС, се казва Стенвани (Stanvani). Името му произлиза от Стенлей – сортът слива и Еревани – сортът кайсия.